# Heloniopsis umbellata
Heloniopsis umbellata är en nysrotsväxtart som beskrevs av John Gilbert Baker. Heloniopsis umbellata ingår i släktet Heloniopsis och familjen nysrotsväxter.
Artens utbredningsområde är Taiwan. Inga underarter finns listade.